# Immacolata Concezione con san Domenico e san Francesco di Paola
L'Immacolata Concezione con san Domenico e san Francesco di Paola è un dipinto olio su tela (334×209 cm) di Battistello Caracciolo databile tra il 1607 e il 1608 e ubicato presso la chiesa di Santa Maria della Stella di Napoli.

## Storia e descrizione
Il dipinto costituisce in assoluto la prima opera di Battistello Caracciolo, compiuta tra il 1607 e il 1608 su committenza da parte di Domenico Barrile, il quale acquistò nel 1607 la seconda cappella di sinistra della chiesa di Santa Maria della Stella a Napoli, intitolata appunto all'Immacolata Concezione. Nel corso del Settecento la sua ricollocazione nella sacrestia dello stesso edificio religioso la salvò, in via del tutto accidentale, dall'incendio che divampò in chiesa intorno al 1944 a causa dei bombardamenti degli alleati e che provocò la distruzione quasi totale di tutta la chiesa e delle opere in essa contenute.
Il dipinto si suddivide scenograficamente su tre registri: in alto si vedono a sinistra l'Eterno con due angeli, mentre accanto è la figura dell'Immacolata che schiaccia con il piede il drago. Quest'ultimo è disposto nel registro centrale della tela, caratterizzato questo anche da un gruppo di cinque giovani angeli reggenti chi fiori e chi, in un caso, uno specchio; defilato sul lato destro della scena è invece il ritratto di uno scheletro. Il registro inferiore del dipinto invece è caratterizzato a sinistra da san Francesco di Paola e da san Domenico, entrambi che rivolgono lo sguardo allo spettatore, mentre disteso sul lato destro è la figura di Adamo con in mano la mela del peccato originale.
La scena ritratta nel dipinto richiama in diverse parti dipinti del Caravaggio eseguiti nei suoi anni romani ed in quelli del primo periodo a Napoli. La figura di Adamo ad esempio, secondo alcuni critici ritenuto essere l'autoritratto del Battistello, richiama nella posizione quella del san Matteo che il Caravaggio eseguì nella scena del Martirio del santo per la cappella Contarelli in San Luigi dei Francesi a Roma, l'intera composizione scenografica appare invece simile alla versione della Madonna del Rosario di Vienna mentre l'Eterno con i due angeli ricordano quelli "della voltatella" delle Sette opere di misericordia del Pio Monte a Napoli. In basso al centro la tela e firmata per esteso dal Caracciolo.